# Anton Graff
Anton Graff (Winterthur, 18 de novembro de 1736 — Dresden, 22 de junho de 1813) foi um pintor suíço.
Graff nasceu em Winterthur, filho de artesão. Estudou pintura em sua cidade natal e em Augsburgo. Foi professor e pintor da corte em 1766 na Academia de Artes de Dresden. Entre as personalidades históricas retratadas por Graff estão Gotthold Ephraim Lessing, Moses Mendelssohn, Johann Gottfried Herder, Friedrich Schiller, Christoph Willibald Gluck, Heinrich von Kleist e Frederico, o Grande.
Em sua última fase, Graff tornou-se pintor de paisagens.
Graff foi um dos pintores mais importantes de seu tempo e cerca de 2 mil de suas obras estão preservadas.